# Marco Antonio Bonciari
Marco Antonio Bonciari (Antria, 9 febbraio 1555 – Padova, 9 gennaio 1616) è stato un umanista e linguista italiano.

## Biografia
Marco Antonio Bonciari nacque in una famiglia povera di Antria, cittadina del contado di Perugia, il 9 febbraio 1555. Fu avviato giovanissimo agli studi umanistici dal cardinale Fulvio Giulio della Corgna che a Roma lo introdusse nella cerchia di Marc-Antoine Muret. Tornato a Perugia, tenne per cinque anni la cattedra di discipline letterarie nel seminario. Alla morte del cardinal Della Corgna Bonciari rimase senza impiego pubblico, probabilmente sino al 1586, quando sembra sia tornato a insegnare nel seminario perugino. In seguito, sebbene fosse divenuto cieco, insegnò nel collegio internazionale di San Bernardo, fondato a Perugia dal vescovo Napoleone Comitoli. Acquisita rinomanza internazionale, Bonciari ottenne numerosi riconoscimenti pubblici; fu invitato insistentemente ad insegnare negli Studi di Bologna, Pisa e Padova, e il cardinal Federico Borromeo gli offrì l'impiego di bibliotecario dell'Ambrosiana, ma dovette rifiutare per la sua infermità. Morì a Perugia nel gennaio 1616.

## Opere
Bonciari apparteneva all'ultima grande generazione di retori e filologi rinascimentali. Allievo di Muret e compagno di studi di Mark Welser, amico e corrispondente di Cesare Baronio, Roberto Bellarmino, Fulvio Orsini e Gian Vincenzo Pinelli, Bonciari fu ascritto tra i primi membri della romana Accademia degli Umoristi.
Grande latinista, e ciceroniano convinto, Bonciari si dedicò con profitto all'insegnamento delle lingue classiche, pubblicando anche testi grammaticali, che ebbero molte successive edizioni via via arricchite di aggiunte e migliorate. Compose orazioni e poemetti latini di soggetto vario, sacro e profano, tra i quali si ricordano il De bello litteratorum lusus (1603), l'Estaticus (1607), e il Thrasymenus (postumo, 1641). Le sue Epistolae, stese in elegante latino ciceroniano, ci informano degli intensi rapporti che egli intrattenne con umanisti italiani e d'oltralpe. Il suo classicismo non gli impedì di corrispondere con Marino, e frequentare generi quali l'idillio latino, che prefiguravano il nuovo gusto barocco.